# قهرمان (فیلم ۱۹۶۶)
قهرمان (به بنگالی: Nayak) فیلمی محصول سال ۱۹۶۶ و به کارگردانی ساتیاجیت رای است. در این فیلم بازیگرانی همچون اوتام کومار، شارمیلا تاگور ایفای نقش کرده‌اند.